# Maroslaka
Maroslaka (románul: Maiorești) falu Romániában, Maros megyében.

## Története
Marosoroszfalu község része. A trianoni békeszerződésig Maros-Torda vármegye Felső-Régeni járásához tartozott.

## Népessége
2002-ben 247 lakosa volt, ebből 241 román, 3 magyar, és 3 cigány nemzetiségű.

## Vallások
A falu lakói közül 242-en ortodox, 3-an református hitűek és 1 fő római katolikus.